# طباشير النمل
طباشير النمل, المعروفة أيضًا باسم الطباشير الصينية أو «الطباشير مبيدة الحشرات المعجزة», هي مبيدات حشرية على شكل طباشير. تحتوي على مبيدات الحشرات الدلتامثرين والسيبرمثرين.
بينما تعتبر المكونات الفعالة فيها قانونية في الولايات المتحدة،  فإن الطباشير ليست قانونية هناك. غالبًا ما تشير العلامات بشكل خاطئ أن الطباشير «غير ضارة بالبشر والحيوانات» و «آمن للاستخدام». اكتشف أن الطباشير تسبب مشاكل صحية خطيرة قد تصل للوفاة. لا يتم عادة ذكر المكونات على الغلاف الخارجي. على الرغم من وضعها غير القانوني، «الطباشير الصينية» يتم استيرادها بشكل غير قانوني من الصين وبيعها في متاجر الزاوية في الولايات المتحدة.

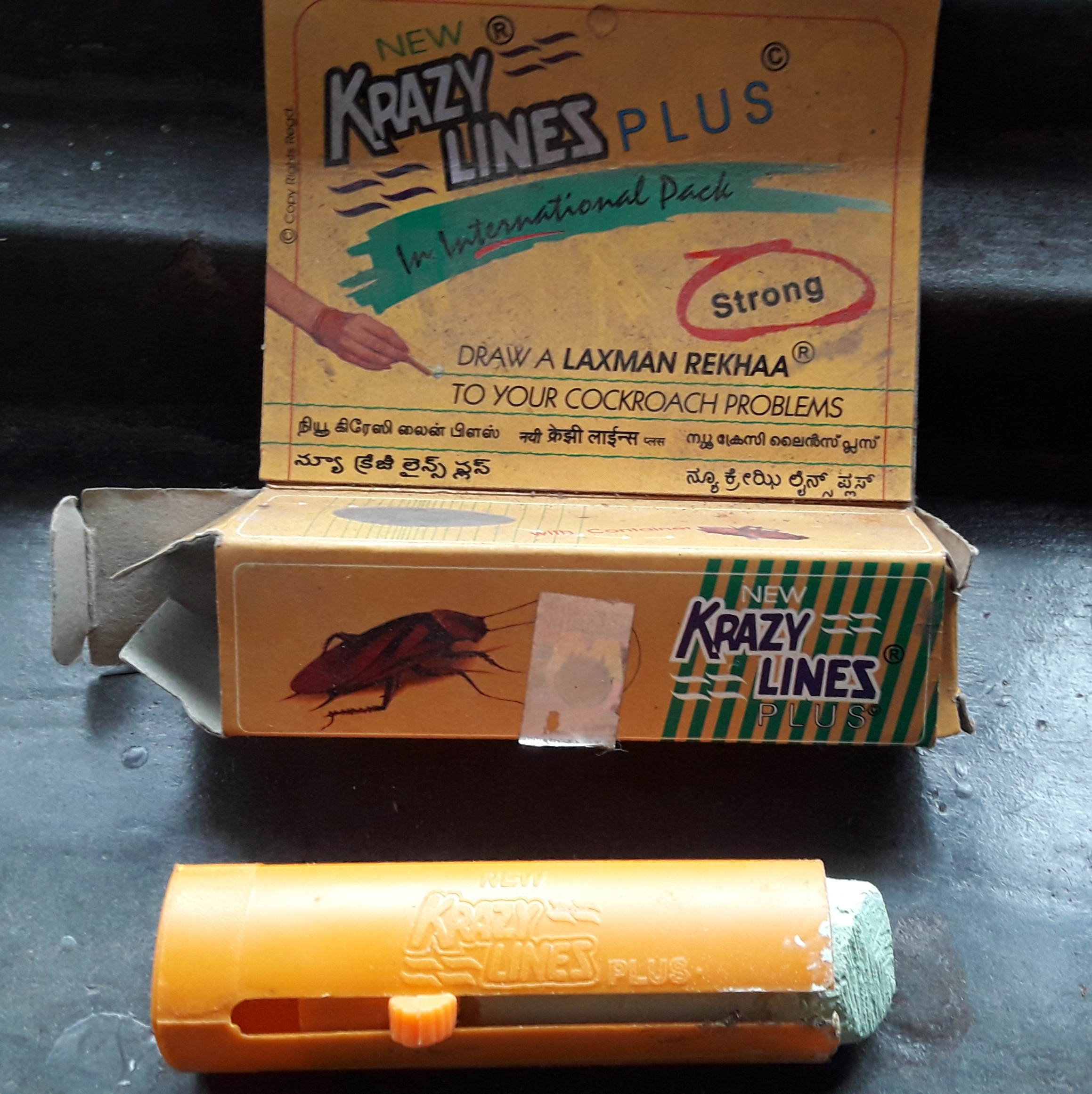
طباشير طاردة للصراصير تحتوي على 10٪ سايبرمثرين, يُعرف باسم Laxman Rekkha في الهند